# Wiener Konzerthaus
La Konzerthaus di Vienna (in tedesco: Wiener Konzerthaus) è una sala da concerto inaugurata nel 1913. Essa è ubicata nel terzo distretto, al confine con il primo distretto della capitale austriaca. Sin dalla sua fondazione ha sempre cercato di enfatizzare la tradizione e l'innovazione degli stili musicali.

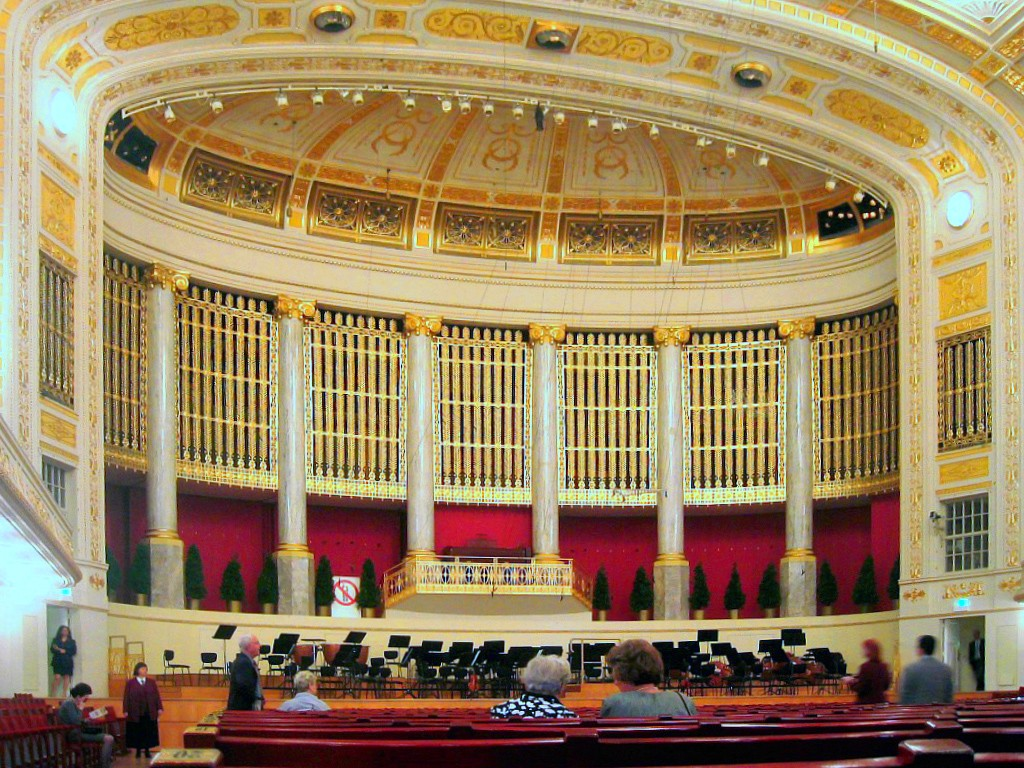
Großer Saal

La prima idea di una "casa della musica" nacque nel 1890. L'idea di un nuovo edificio polifunzionale era quella di realizzare qualcosa di più allettante per un pubblico più ampio rispetto a quello del tradizionale Musikverein. Oltre alla sala da concerto, i primi disegni di Ludwig Baumann per l'Olympion, prevedevano una zona per il pattinaggio sul ghiaccio e un club per gli appassionati della bicicletta. In uno spazio a cielo aperto collegato, 40.000 spettatori sarebbero stati in grado di partecipare ad eventi di genere diverso. I disegni non vennero però accettati. Tuttavia, oggi una pista di pattinaggio si trova proprio accanto al palazzo.
La Konzerthaus venne costruita fra il 1911 ed il 1913 su disegno degli architetti Ferdinand Fellner e Hermann Helmer (Studio Fellner & Helmer) e realizzata assieme a Ludwig Baumann.

## Caratteristiche
L'edificio misura circa 70x40 metri ed aveva in origine tre sale, nelle quali potevano essere eseguiti concerti in simultanea a seguito dell'isolamento acustico delle pareti. Il palazzo originario in stile Art Nouveau, è stato poi ristrutturato diverse volte ma poi ricostruito, secondo il progetto originario negli anni 1970. Vi venne installato un organo a canne dalla Rieger nel 1913. Fra il 1997 ed il 2000 la sala è stata completamente rifatta.
- Großer Saal, dotata di 1.840 posti
- Mozartsaal, con 704 posti
- Schubertsaal, dotata di 336 posti
- Berio Saal, realizzata nel corso dell'ultima ristrutturazione, può ospitare 400 spettatori.

## Programmi
La Konzerthaus ospita l'Orchestra Sinfonica di Vienna, la Wiener Kammerorchester, la Wiener Singakademie ed il Klangforum Wien, come complessi residenti. Vi eseguono concerti anche i Wiener Philharmoniker ed altri complessi orchestrali.
La Wiener Konzerthausgesellschaft produce poi diversi Festival nel corso dell'anno.
- Early Music Festival Resonanzen in gennaio.
- Spring Festival Wiener Frühlingsfestival.
- Internationale Musikfest in maggio e giugno.
- Wien Modern in autunno.

## Direttori
- Egon Seefehlner (1946-1961)
- Peter Weiser (1961-1977)
- Hans Landesmann (1978-1984)
- Alexander Pereira (1984-1991)
- Karsten Witt (1991-1996)
- Christoph Lieben-Seutter (1996-2007)
- Bernhard Kerres (2007-)